# Könskvotering
Könskvotering är kvotering baserad på kön och används ofta i sammanhang där det förekommer manlig dominans för att kvinnor ska få plats att verka och göra sig hörda. Det är ett verktyg som används vid möten, konferenser och i styrelser,  av länder och partier för att öka kvinnors representation i den lagstiftande församlingen. Kvinnor är till stor del underrepresenterade i parlament och står för i genomsnitt 25,8 % i parlament globalt. Från och med november 2021 har könskvoter antagits i 132 länder. Runt om i världen varierar kvoterna kraftigt när det gäller tillämpningen och det skede av valprocessen som de inriktas på, vilket skapar tre huvudtyper av kvoter: lagstadgade kandidatkvoter, frivilliga partikvoter och reserverade platser. Oavsett förekomsten är kvotering en kontroversiell åtgärd som skapar debatter om dess effekter, både negativa och positiva.

## Typer av kvotering
Utvecklad av Drude Dahlerup innehåller definitionen av kvoter två dimensioner. Den första undersöker vilket skede politisk rekryteringsprocess kvoteringsmålen. De kan syfta till att öka antalet kvinnor som har övervägt att kandidera, antalet kvinnliga kandidater som kandiderar eller kvinnor som innehar uppdrag. Den andra faktorn tar hänsyn till deras efterlevnad, eftersom kvoter antingen kan krävas enligt lag eller frivilliga, där parterna kan välja att genomföra dem. Baserat på dessa variationer finns det tre huvudtyper av könskvoter som används runt om i världen: aspirantkvoter, kandidatkvoter och reserverade platser.

### Aspirantkvoter
Aspirantkvoter, som anses vara den minst använda formen av kvotering, säkerställer att vissa kvinnor nomineras till kandidatur av ett politiskt parti, vilket ökar antalet kvinnor som går från att vara valbara att kandidera till att bli en aspirant. Aspirantkvoter antas frivilligt på parti för parti i enmedlems distriktssystem. Exempel på dessa policyer inkluderar kortlistor för alla kvinnor i Storbritannien och primärval.
Aspirantkvoter används så lite eftersom de anses ha låg effektivitet. En kritik är att det är inriktat på början av politisk rekrytering, vilket inte garanterar en ökning av kvinnliga lagstiftare. Enligt professor Richard Matland är en annan svårighet med denna politik den lokal-centrala kampen om makten över kandidaturvalet. Aspirantkvoter tenderar att implementeras av centrala partier för att möta deras krav, vilket kan inkräkta på lokala partistyrkor.

### Kandidatkvoter
Kandidatkvoter finns i länder som använder proportionell representation. De inriktar sig på övergången från aspirant till kandidat genom att kräva att partier ska inkludera en viss minsta procentandel kvinnor på sina kandidatlistor. Kandidatkvoter är antingen lagstadgade eller frivilliga. Lagstiftade kandidatkvoter kräver att alla partier följer regeln och förekommer vanligtvis i Latinamerika, såsom den argentinska kvoteringslagen.  Thérèse Mailloux som fungerar som styrelseordförande för Groupe Femmes Politique et Démocratie uppgav att cirka 25 av de främsta länderna som ingår i den interparlamentariska unionen har implementerat könskvotering genom sin grundlag eller som en del av sin lag.

### Reserverade platser
Kvoter för reserverade platser garanterar antalet kvinnliga lagstiftare som har platser i den lagstiftande församlingen genom att avsätta en viss procentandel av platserna för kvinnor. Inom politiken för reserverade platser kan platser antingen tilldelas genom riktningsval eller utnämningar. Denna politik genomförs i Mellanöstern, Afrika och Asien.

## Fallstudier
Dessa fallstudier kommer att fokusera på länder som har infört könskvotering eller funnit alternativ till könskvotering.

### Argentina
Före upprättandet av en kandidatkvot 1991 använde Argentinas peronistparti interna partikvoter för att öka antalet kvinnor som innehar kongressplatser. Eftersom partiet var så dominerande hade Argentina en av de högsta andelarna kvinnor i den lagstiftande församlingen i världen vid den tiden.
År 1991 antog Argentina lag 24.012, den första nationella könskvoteringslagen i världen. Ley de Cupos ("Kvoteringslagen") föreskriver att de stängda listorna över kandidater som partier presenterar måste ha minst 30 % kvinnor. Det kräver också att kvinnliga kandidater placeras på vinnarbara platser på listan, vilket berodde på antalet mandat ett parti förnyar från föregående val. I de flesta sammanhang innebar detta minst en kvinnlig kandidat för varannan man. För att säkerställa efterlevnaden avvisas partier som inte presenterar listor som uppfyller dessa krav.
I november 2017 gjorde Argentina ändringar i sin vallag från 2012. Enligt lag nr 27 412, artikel 60, var partilistor skyldiga att följa ett blixtlåssystem, där män och kvinnor växlade plats på listan. På grund av denna mekanism måste partilistorna ha paritet (50 % kvinnor) i sin sammansättning.
Från och med den 1 november 2021 finns det 42,6 % kvinnor i deputeradekammaren och 40,3 % kvinnor i senaten.

### Kanada
Kanadas system är baserat på frivilliga partikvoter som gör det möjligt för varje kanadensiskt politiskt parti att ta ställning till könskvotering. Detta är bara om de överhuvudtaget vill genomföra sådana kvoter. Kanadas progressiva konservativa parti har ännu inte implementerat någon struktur eller politik för att öka kvinnlig representation i sitt parti. Det progressiva konservativa partiet anser att en könskvotering skulle undergräva kvinnors meriter och att regeringens inblandning i en kvotering skulle ogiltigförklara det demokratiska systemet. Det nya demokratiska partiet (NDP) har genomdrivit en policy där minst en kvinna under ett federalt val måste vara med om en nominering i varje federalt valdistrikt. Dessutom antog de ett mål att ha minst femtio procent kvinnliga kandidater i ett federalt val. De har också ett federalt NDP Women Commission-råd och specifik finansiering för att förespråka och stödja kvinnors deltagande i politiken. 1993 siktar Kanadas liberala parti på att välja tjugofem procent kvinnor, även om detta inte har förklarats som en officiell policy och inte starkt stöds. I likhet med NDP har det liberala partiet skapat en nationell kvinnokommission och en finansieringskälla för att hjälpa nya kvinnliga kandidater. De har också genomfört utbildning för kvinnor som är intresserade av att ge sig in i politiken. Miljöpartiet leds för närvarande av en kvinna och har som policy att femtio procent av deras kandidater måste vara kvinnor.
Även om den kanadensiska regeringen  inte har genomfört några könskvoter  har vissa provinser som till exempel New Brunswick etablerat alternativ. År 2017 antog New Brunswick en lag om genusinriktad offentlig finansiering (GTPF) för att bli ett incitament för att öka kvinnlig representation i New Brunswicks politik. GTPF-policyn fungerar genom att tilldela medel till kanadensiska politiska partier baserat på rösterna för kvinnor och män i det föregående valet. År 2020 var det parti som gynnades mest av denna politik Miljöpartiet. Miljöpartiet lyckades uppnå en jämställd lista av kvinnliga och manliga kandidater och öka sin röstandel med femton procent i hela provinsen. Detta ledde i sin tur till en tioprocentig ökning av deras årliga finansiella partibidrag.
Provinsen Quebec är en annan provins som har implementerat alternativa strategier för att öka antalet kvinnor som väljs i provinsen. Quebecs provinsregering skapade och finansierar ett program som heter "Beslutsfattande: En fråga om jämlikhet". Detta program förespråkar för att öka antalet kvinnor som innehar statliga beslutsfattande positioner. De försöker uppnå detta genom att stödja projekt för att utbilda kvinnor som vill kandidera till politiska poster. Andra grupper som "Femme, Politique et Démocratie (FPD)" i Quebec och "Equal Voices" arbetar med flera ämbetsnivåer i Kanada. Båda grupperna arbetar för att öka kvinnliga nomineringar för kandidater och arbetar för att välja fler kvinnor till alla nivåer av politiska ämbeten.

## Effektivitet
I en artikel från 2008 av Aili Tripp och Alice Kang fann man att kvoter hade en positiv och statistiskt signifikant effekt på antalet kvinnor i singel- eller underhus lagstiftande församlingar. De fann också att frivillig partikvotering och reserverade platser hade en betydande, positiv effekt på kvinnorepresentationen, medan obligatorisk partikvotering inte hade någon betydande effekt. Reserverade kvoter var effektivare än frivilliga partikvoter.
2015 slog Pamela Paxton och Melanie Hughes fast att från 1990 till 2010 blev kvotering mer effektiv med tiden för att öka kvinnors representation. I slutet av perioden är kvoterna dubbelt så effektiva som i början. De tillskriver detta delvis till en minskning över tid i bristande efterlevnad och en ökning av acceptans bland eliter. Liksom Tripp och Kang såg Hughes och Paxton att reserverade kvoter var mer effektiva än kandidatkvoter och fann dem vara dubbelt så effektiva.
Effektiviteten av kvoteringspolitiken påverkas av många faktorer, inklusive kontexten i landet den antas i. På grund av detta finns det ingen "perfekt" universell kvot för att öka kvinnors representation.

### Placeringsmandat
Kvinnors placering på partilistor och valdistrikt kan påverka hur effektiv en kvotering är. För att kvotering ska öka kvinnors representation måste kvinnor utses till "vinnbara" valkretsar eller platser på partiomröstningar, där de har en rimlig chans att bli valda.
I proportionella system kan den typ av kandidatlista som används av partier i val påverka antalet kvinnor som väljs, oavsett om det finns en lagstadgad kandidatkvot eller inte. Stängda listor tenderar att ge mer effektiva resultat än öppna listor. Det beror på att system med stängda listor kan implementera placeringsmandat, som kräver att partier placerar kvinnor på valbara poster på listan. I öppna listval väljer väljarna individuella kandidater baserat på deras preferenser, så placeringsmandat är inte en möjlighet.
Det finns flera typer av vertikala placeringsmekanismer:
Ett blixtlåssystem kräver att partilistor växlar kandidater mellan män och kvinnor.
Vissa länder som Belgien föreskriver att de två bästa kandidaterna inte kan vara av samma kön, vilket kräver en kvinna på en av de två bästa platserna på listan.
En av en grupp med ett visst antal kandidater (t.ex. 1 kvinna för varje 3 kandidater) måste vara en kvinna, som i Argentina.
I majoritetssystem är kvotering effektiva om kvinnor placeras i vinnarbara valkretsar. För att detta ska ske måste korrekta horisontella placeringsmekanismer inrättas baserat på tidigare partiframgångar eller misslyckanden i dessa valkretsar.

### Tillämpningsmekanismer
För att säkerställa att politiska partier följer könskvotering kan länder införa mekanismer i lag som anger vilka konsekvenserna blir för partier som undviker kvoten. Dessa lagar uppmuntrar efterlevnad av kvoten, vilket resulterar i att fler kvinnor väljs in.
Det finns dock stora variationer i nivån på verkställigheten. I vissa länder finns det inget straff för att vägra följa kvoten. I andra länder straffas partier för att de inte håller sig till kvoten men kan fortfarande kandidera. Leslie Schwindt-Bayer förklarar att detta skapar problem eftersom partier kan hävda att de inte har hittat tillräckligt med kvalificerade kvinnor och fortsätter att ställa upp mestadels manliga kandidater. Den mest strikta tillämpningen av kvoter avvisar listorna över politiska partier som inte följer kvoten, vilket hindrar dem från att delta i val.

## Kritik
Även om kvotering kan vara ett användbart verktyg för att öka kvinnors representation i lagstiftande församlingar, är det också kontroversiell politik.
Eftersom vissa kvoter kräver att partierna inkluderar ett visst antal kvinnor på deras listor, kan kvotering ses som odemokratisk eftersom väljarna inte får bestämma vem som väljs.
| För- och nackdelar med kvotsystem | För- och nackdelar med kvotsystem | För- och nackdelar med kvotsystem |
|                                   | Kritik | Fördelar |
| --------------------------------- | --- | --- |
| Lika möjligheter                  | Kvoter ger kvinnor företräde framför manliga kandidater, så de följer inte principen om lika möjligheter.                             | Kvinnor möter hinder i valprocessen, vilket ger män företräde framför kvinnliga kandidater, så kvotering rättar till den orättvisan.                                                            |
| Enmedlemsdistrikt                 | Kvoter kan inte fungera korrekt i enmedlemsdistrikt.                                                                                  | Det finns länder med SMD-system som använder kvoter, som Frankrike, Mexiko och Storbritannien.                                                                                                  |
| Demokratinivå                     | Kvotering är en kränkning av väljarrätten eftersom de bestämmer vem som väljs, inte väljarna själva.                                  | Politiska partier har auktoritet över kandidatplacering och urval på partilistor, så de kränker inte rösträtt. Kvoter kan göra nomineringsprocessen mer transparent, vilket hjälper demokratin. |
| Förtjänst                         | Kvoter tyder på att kön avgör valet av kandidater snarare än deras kvalifikationer, vilket driver ut bättre kvalificerade kandidater. | Kvinnor är tillräckligt kvalificerade för ämbeten men dessa kvalifikationer förbises, så kvotering hjälper kvalificerade kvinnor att komma in på kontoret och pressa ut "medelmåttiga män".     |
| Stigma                            | Vissa kvinnor kanske inte vill bli valda utifrån sitt kön.                                                                            | Genom att öka antalet kvinnor i en lagstiftande församling minskar kvotering stressen som "symbolkvinnor" möter.                                                                                |

## Könskvotering i Sverige
I juni 2006 lade svenska regeringens utredare Catarina af Sandeberg fram ett lagförslag om könskvotering i företagens styrelser. Minst 40 procent av ledamöterna måste tillhöra vardera könet. Det stöddes av regeringen Persson, men avvisas av regeringen Reinfeldt och har inte genomförts.

## Källhänvisningar
1. 1 2  ”Gender Quotas | International IDEA”. www.idea.int. https://www.idea.int/publications/catalogue/political-parties-womens-participation-and-representation.
2. ↑  ”Global and regional averages of women in national parliaments” (på engelska). Parline: the IPU’s Open Data Platform. https://data.ipu.org/women-averages. Arkiverad 17 maj 2022 hämtat från the Wayback Machine.
3. ↑  ”| International IDEA”. www.idea.int. https://www.idea.int/data-tools/data/gender-quotas-database.
4. 1 2 3  ”Gender Quotas | International IDEA”. www.idea.int. https://www.idea.int/data-tools/data/gender-quotas-database/quotas.
5. 1 2 3 4 5 6 7  Dahlerup, Drude (2013-05-13) (på engelska). Women, Quotas and Politics. Routledge. ISBN 978-1-134-18652-5. https://books.google.com/books?id=rFjdzq687R8C
6. ↑  ”gender quotas” (på engelska). European Institute for Gender Equality. https://eige.europa.eu/thesaurus/terms/1203.
7. 1 2  ”Quotas in politics” (på amerikansk engelska). Epthinktank. 2012-10-04. https://epthinktank.eu/2012/10/04/quotas-in-politics/.
8. 1 2 3 4 5 6  ”Committee Report No. 14 - FEWO (42-1) - House of Commons of Canada” (på kanadensisk engelska). www.ourcommons.ca. https://www.ourcommons.ca/DocumentViewer/en/42-1/FEWO/report-14.
9. 1 2 3  JONES, MARK P. (1998-02-01). ”Gender Quotas, Electoral Laws, and the Election of Women: Lessons from the Argentine Provinces” (på engelska). Comparative Political Studies 31 (1):  sid. 3–21. doi:10.1177/0010414098031001001. ISSN 0010-4140. https://doi.org/10.1177/0010414098031001001.
10. ↑  Bonder, Gloria; Nari, Marcela. ”The 30 Percent Quota Law: A Turning Point for Women's Political Participation in Argentina”. United Nations. https://www.un.org/womenwatch/osagi/feature/postconflict/argentina.pdf.
11. 1 2  ”| International IDEA”. www.idea.int. https://www.idea.int/data-tools/data/gender-quotas/country-view/51/35. Arkiverad 28 oktober 2021 hämtat från the Wayback Machine.
12. ↑  ”Primera Sección Legislación y Avisos Oficiales”. Boletín Oficial de la República Argentina. 15 december 2017. https://oig.cepal.org/sites/default/files/2017_ley27412_arg.pdf. Läst 8 december 2021.
13. ↑  ”Monthly ranking of women in national parliaments” (på engelska). Parline: the IPU’s Open Data Platform. https://data.ipu.org/women-ranking?month=11&year=2021. Arkiverad 7 december 2021 hämtat från the Wayback Machine.
14. 1 2 3 4 5 6 7  ”Canada, Parliamentary Elections, 19 October 2015: Final Report” (på engelska). osce.org. https://www.osce.org/odihr/elections/220661.
15. 1 2 3 4  Everitt, Joanna; Albaugh, Quinn M. (2022-02-01). ”The origins of gender-targeted public finance measures: the case of New Brunswick, Canada”. European Journal of Politics and Gender 5 (1):  sid. 127–144. doi:10.1332/251510821X16354220366241. https://www.ingentaconnect.com/content/bup/ejpg/2022/00000005/00000001/art00008;jsessionid=1e8qbum41t2we.x-ic-live-02.
16. 1 2 3  Maillé, Chantal (2015-03-26). ”Feminist Interventions in Political Representation in the United States and Canada: Training Programs and Legal Quotas” (på franska). European Journal of American Studies 10 (1). doi:10.4000/ejas.10502. ISSN 1991-9336. https://journals.openedition.org/ejas/10502.
17. ↑  Tripp, Aili; Kang, Alice (March 2008). ”The Global Impact of Quotas: On the Fast Track to Increased Female Legislative Representation”. Comparative Political Studies 41 (3):  sid. 338–361. doi:10.1177/0010414006297342. https://journals.sagepub.com/doi/pdf/10.1177/0010414006297342.
18. ↑  PAXTON, PAMELA; HUGHES, MELANIE M. (2015). ”The Increasing Effectiveness of National Gender Quotas, 1990-2010”. Legislative Studies Quarterly 40 (3):  sid. 331–362. doi:10.1111/lsq.12079. ISSN 0362-9805. https://www.jstor.org/stable/43862533.
19. ↑  ”Do Quotas Actually Help Women in Politics?” (på amerikansk engelska). Georgetown Institute of Women Peace and Security. 22 January 2019. https://giwps.georgetown.edu/do-quotas-actually-help-women-in-politics/.
20. 1 2  SCHWINDT-BAYER, LESLIE A. (2009). ”Making Quotas Work: The Effect of Gender Quota Laws On the Election of Women”. Legislative Studies Quarterly 34 (1):  sid. 5–28. doi:10.3162/036298009787500330. ISSN 0362-9805. https://www.jstor.org/stable/20680225.
21. ↑  Tripp, Aili; Kang, Alice (March 2008). ”The Global Impact of Quotas: On the Fast Track to Increased Female Legislative Representation”. Comparative Political Studies 41 (3):  sid. 338–361. doi:10.1177/0010414006297342. https://journals.sagepub.com/doi/pdf/10.1177/0010414006297342.
22. ↑  SCHWINDT-BAYER, LESLIE A. (2009). ”Making Quotas Work: The Effect of Gender Quota Laws On the Election of Women”. Legislative Studies Quarterly 34 (1):  sid. 5–28. doi:10.3162/036298009787500330. ISSN 0362-9805. https://www.jstor.org/stable/20680225.
23. 1 2 3  Drude, Dahlerup; Zeina, Halal; Nana, Kalandadze; Rumbidzai, Kandawasvika-Nhundu (2013). Atlas of Electoral Gender Quotas. International Institute for Democracy and Electoral Assistance. sid. 29–30. https://www.idea.int/sites/default/files/publications/atlas-of-electoral-gender-quotas.pdf
24. 1 2  SCHWINDT-BAYER, LESLIE A. (2009). ”Making Quotas Work: The Effect of Gender Quota Laws On the Election of Women”. Legislative Studies Quarterly 34 (1):  sid. 5–28. doi:10.3162/036298009787500330. ISSN 0362-9805. https://www.jstor.org/stable/20680225.
25. ↑  ”Könskvoter och Crisis of the mediocre man”. Könskvoter och Crisis of the mediocre man. 2017-03-13. https://blogs.lse.ac.uk/businessreview/2017/03/13/gender-quotas-and-the-crisis-of-the-mediocre-man/.